# Pato-de-finsch
O pato-de-finsch (Chenonetta finschi), um parente do pato-australiano-da-madeira, que não podia voar e vivia distante da água. Era endêmico das ilhas da Nova Zelândia. É o único anatídeo já descoberto que não voa e que tem um modo de vida desassociado do ambiente aquático. Seus ossos foram encontrados longe de lagos e rios e em pontos onde no passado não eram cursos de água. Pela quantidade de exemplares descobertos se supõe que eram numerosos nestas ilhas.